# Wout Buitenweg
Wouter Marinus „Wout“ Buitenweg (* 24. Dezember 1893 in Utrecht; † 10. November 1976) war ein niederländischer Fußballspieler.

## Karriere
Wout Buitenweg bestritt als Stürmer zwischen 1913 und 1928 elf Länderspiele für die niederländische Fußballnationalmannschaft und erzielte dabei 14 Tore. Er ist mit einer Trefferquote von 1,27 auf Platz 7 der treffsichersten Nationalspieler. Mit der Nationalmannschaft nahm er an den Olympischen Sommerspielen 1928 in Amsterdam teil, kam in der 1. Runde bei der 0:2-Niederlage gegen Uruguay zum Einsatz. 10 seiner Länderspiele waren Freundschaftsspiele. Im April/Mai 1914 schoss er in drei Spielen jeweils zwei Tore, u. a. beim 4:4 gegen Deutschland. Gegen Belgien schoss er am 3. Mai 1925 sogar drei Tore zum 5:0-Erfolg.
Er spielte von der Saison 1912/1913 bis zur Saison 1920/21 für den UVV Utrecht und wechselte dann als Spielertrainer bis Juni 1921 zum PSV Eindhoven. Nachdem Jan Vos, ehemaliger Mitspieler Buitenwegs beim UVV Utrecht, als Trainer übernommen hatte, war Buitenweg bei PSV bis zur Saison 1924/25 wieder als Spieler aktiv. Anschließend war er bis zur Saison 1928/1929 bei Hercules Utrecht.
1913 war Buitenweg mit UVV Utrecht der Aufstieg in die Division West der Eerste Klasse, der damals höchsten niederländischen Fußballliga, gelungen und in der Saison 1916/1917 wurde der Verein knapp Divisionsmeister. In der folgenden Finalgruppe konnte sich aber dann Go Ahead Eagles Deventer durchsetzen, wurde Meister und UVV Utrecht Vizemeister. Auch bei PSV Eindhoven spielte er in der obersten Liga. Mit seinem Wechsel zum Hercules Utrecht ging er in die zweite Liga.
Sein jüngerer Bruder David Buitenweg (1898–1968) spielte 1921 einmal für die Niederländische Nationalmannschaft.